# Liste in Sierra Leone vorhandener Dampflokomotiven
Dies ist eine Liste erhaltener Dampflokomotiven auf dem Gebiet von Sierra Leone.
Die Sierra Leone Government Railway betrieb ein Netz mit 762 mm Spurweite, wurde aber bis Mitte der 1970er-Jahre vollständig stillgelegt.

## Schmalspurlokomotiven 762 mm
| Foto | Nummer/ Name                             | Bauart/ Achsfolge | Hersteller          | Fabriknr. | Baujahr | Historie | Eigentümer/ Betreiber/ Strecke | Standort                                              | Bemerkungen                                                               |
| ---- | ---------------------------------------- | ----------------- | ------------------- | --------- | ------- | -------- | ------------------------------ | ----------------------------------------------------- | ------------------------------------------------------------------------- |
|      | Sierra Leone Railway 10 „Nellie“         | B n2t             | Manning Wardle      | 1864      | 1915    |          |                                | Freetown, Nationales Eisenbahnmuseum von Sierra Leone | [ 1 ]                                                                     |
|      | Sierra Leone Railway 81                  | 1’C1 t            | Hunslet Engine Co   | 3398      | 1947    |          |                                | Freetown, Nationales Eisenbahnmuseum von Sierra Leone | Schwesterlokomotive zur SLR 85, die in Wales durch W&LLR ausgestellt wird |
|      | Sierra Leone Railway 73 „Queen of Tonga“ | (2’D1’)(1’D2’)    | Beyer Peacock & Co. | 7717      | 1955    |          |                                | Freetown, Nationales Eisenbahnmuseum von Sierra Leone | Bauart Garratt                                                            |